# 牛窓町

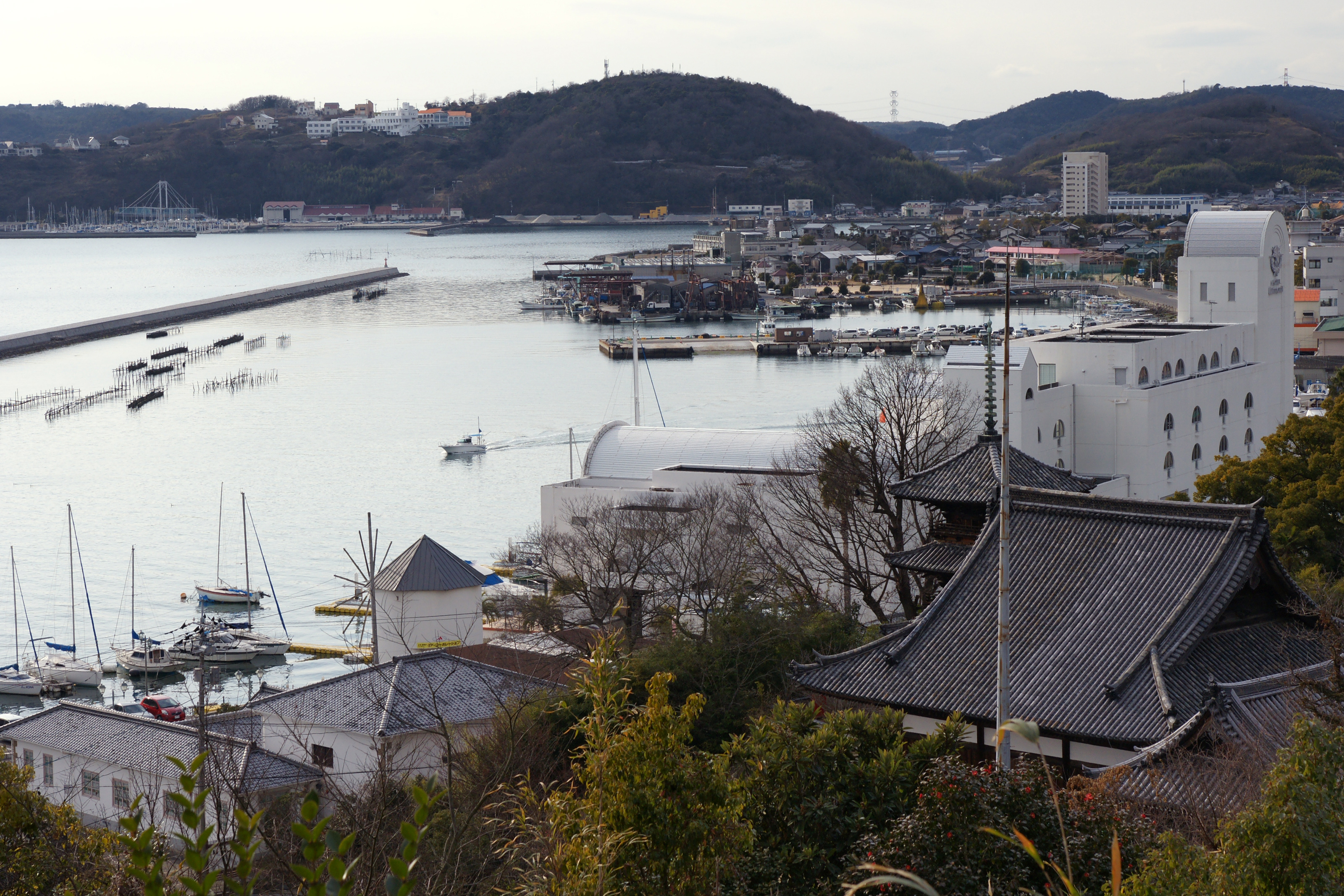
牛窓港

牛窓町（うしまどちょう）は、かつて岡山県の南東部、邑久郡に存在した町である。2004年11月1日、同郡の邑久町・長船町と合併して瀬戸内市となり、町役場は瀬戸内市役所牛窓支所となっている。

## 概要
西は岡山市、北は邑久町、東と南は瀬戸内海に面している。特に観光業に力をいれており、「日本のエーゲ海」と称している。県有数のマッシュルームの生産地であり、香川県の小豆島とならび、日本二大オリーブ産地の一つでもある。

### 町名の由来
神功皇后が三韓征伐の道中、この地で塵輪鬼（じんりんき＝頭が八つの大牛怪物）に襲われたが弓で射殺。皇后が新羅からの帰途、成仏出来なかった塵輪鬼が牛鬼になって再度来襲、住吉明神が牛鬼の角をつかんで投げ倒した。この場所を牛転（うしまろび）といい、訛って牛窓になったという。牛窓界隈には、伝説にまつわる浮かぶ島や神社等がある。
牛窓には、前島・黄島・黒島・青島などの島々が瀬戸内海に浮かんでいる。定かではないが、この牛鬼が滅びた後にこれらの島々に化けたとの言い伝え（伝説）がある。頭は黄島、胴体の前は前島、胴体の後ろは青島、お尻の部分は黒島に化けたと地元では伝えられている。

## 行政

### 歴代町長
- 萬燈実太（昭和29年10月 - 昭和32年11月）
- 高祖鶴雄（昭和32年12月 - 昭和40年12月）
- 高原道夫（昭和40年12月 - 昭和52年12月）
- 新地 勇（昭和52年12月 - 平成元年12月）
- 田中義之（平成元年12月 - 平成9年12月）
- 東原和郎（平成9年12月 - 平成16年10月） → 合併により瀬戸内市副市長へ

## 歴史
古くから海上交通での風待港として栄え、江戸時代には朝鮮通信使の寄港地でもあった。明治以降は交通流路から外れたことにより衰退した。
- 1889年（明治22年）6月1日 - 町村制施行により邑久郡牛窓村・鹿忍村・長浜村・大宮村が発足。
- 1896年（明治29年）2月26日 - 牛窓村が町制施行して牛窓町となる。
- 1948年（昭和28年）1月28日 - 沖合で女王丸が触雷により沈没。多数の避難者が町にたどりつく[1]。
- 1954年（昭和29年）10月1日 - 邑久郡牛窓町・鹿忍町・長浜村が合併し、（新）牛窓町が発足。
- 1955年（昭和30年）3月31日 - 大宮村の一部を牛窓町に編入。
- 2004年（平成16年）11月1日 - 邑久町・長船町と合併し、瀬戸内市誕生により消滅。「瀬戸内市牛窓町」となる。

## 警察
- 岡山県瀬戸内警察署

## 産業
主な産業は、農業、漁業、観光業。特にマッシュルーム、オリーブ、カキの生産が盛んである。

## スポーツ
2004年の高校総体、市制施行後の2005年に行われた晴れの国おかやま国体では、セーリング競技の開催地となった。

## 姉妹都市
- 北海道雨竜郡幌加内町
- ギリシャ・ミティリーニ市（レスボス島）

## 教育
町内に大学、高等学校はない。
小学校
- 牛窓町立牛窓東小学校
- 牛窓町立牛窓西小学校
- 牛窓町立牛窓北小学校

中学校
- 牛窓町立牛窓中学校

上記各校とも現在は瀬戸内市立となっている。

## 交通
町内を走る鉄道、高速道路、一般国道はない。
- 東備バス牛窓線（西大寺⇔牛窓）
- 岡山県道28号岡山牛窓線
- 岡山県道39号備前牛窓線
- 岡山県道225号虫明長浜線
- 岡山県道226号牛窓邑久西大寺線
- 岡山県道230号上山田鹿忍線
- 岡山県道232号鹿忍片岡神崎線
- 岡山県道235号橋詰千手線

## 電気
才賀藤吉が1912年（大正元年）8月に事業許可を得て1913年（大正2年）6月に牛窓電気を設立。牛窓町に発電所（瓦斯力、出力32kW）を建設、1914年（大正3年）12月に事業開始。供給区域は邑久郡牛窓町、鹿忍村、長浜村、玉津村。1922年（大正11年）3月に山陰中央水電に合併される。

## 名所・旧跡・観光スポット・祭事・催事

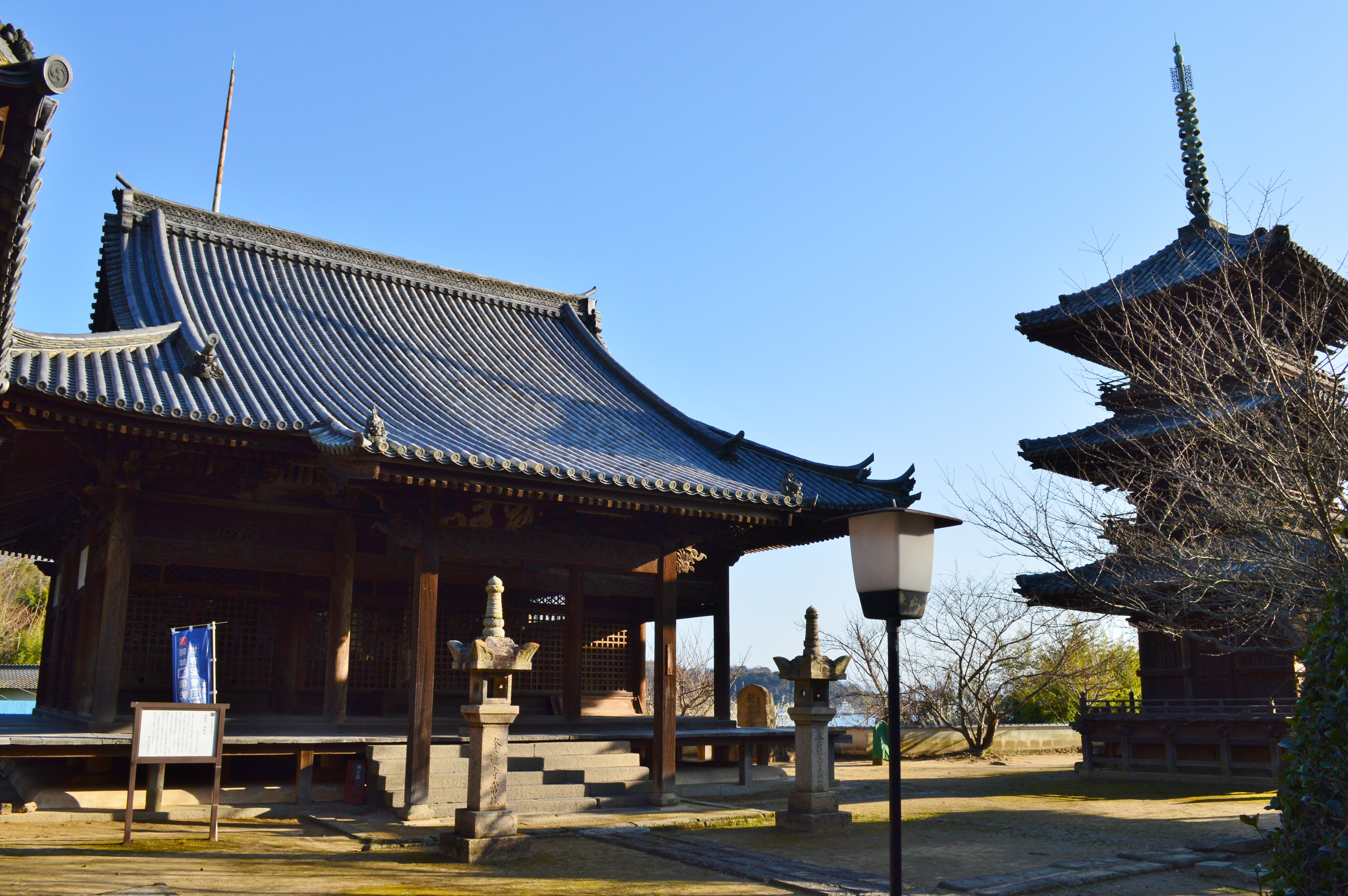
本蓮寺

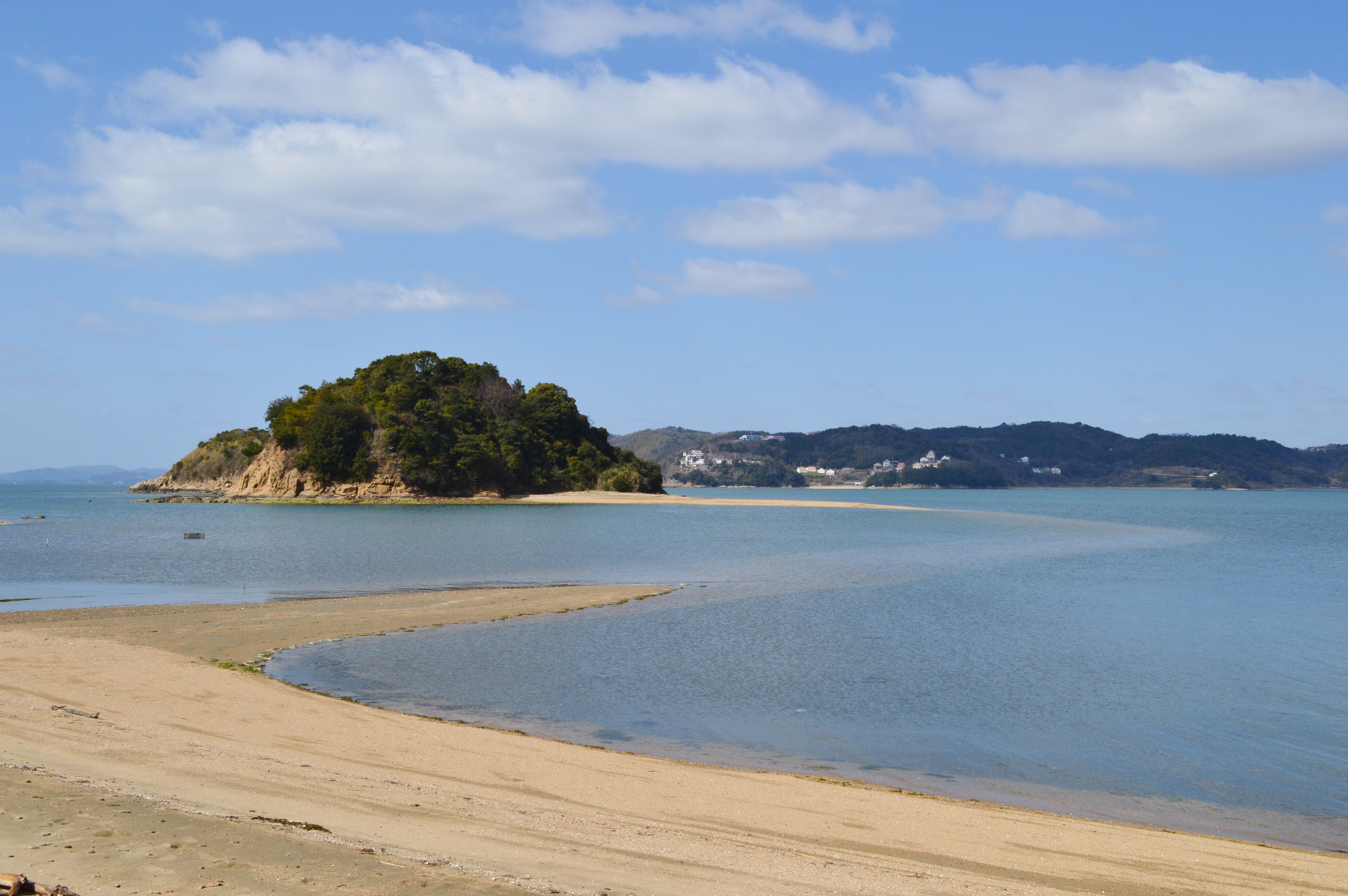
黒島ヴィーナスロード

- 牛窓オリーブ園
- 海遊文化館
- 本蓮寺
- 牛窓神社
- 牛窓海水浴場
- 西脇海水浴場
- 牛窓ヨットハーバー
- 黒島ヴィーナスロード[6]